# 天與地 (紀錄片)
《天與地》（英語：Planet Earth），中国大陆译作「我们的地球」、「地球脉动」、「行星地球」、「地球无限」，台湾译作「地球脈動」，港澳译作「天與地」，是英國廣播公司在2006年播映的自然紀錄片，由探索頻道、日本放送協會、加拿大廣播公司聯合拍攝，這部片子以約3000萬美金的製作規模，在十一集的節目中，總共出動71個專業野生動物攝影師、踏遍62個國家、遠征204個外景地進行拍攝，捕捉到了許多讓人驚豔的珍貴鏡頭。得各大項獎的提名並獲獎甚多，如艾美獎、皮博迪獎等。
這部紀錄片由艾雷斯泰·法瑟吉尔製作，大衛·艾登堡旁述，美國版由雪歌妮·薇佛旁述，日本版由上田早苗旁述，香港版由張炳強旁述，中国大陆版则为李易。台灣由LINE TV上架播出。

## 分集
《天與地》共11集，分別為：
1. 兩極之間（From Pole to Pole）
2. 雄偉高山（Mountains）
3. 淡水資源（Fresh Water）
4. 洞穴迷宮（Caves）
5. 奇幻沙漠（Deserts）
6. 冰封世界（Ice Worlds）
7. 遼闊平原（Great Plains）
8. 富饒叢林（Jungles）
9. 多樣淺海（Shallow Seas）
10. 季節森林（Seasonal Forests）
11. 無垠深海（Ocean Deep）

## 播放

### 香港
2007年11月，於無綫電視明珠台首播。
2008年5月，於無綫電視高清翡翠台播放；2009年6月播放《天地人和》。

### 臺灣
2010年1月25日，於公共電視高畫質頻道播出《地球脈動》。
2016年10月及11月，於有線電視BBC Earth頻道播出。
2017年1月28日，於中華電信MOD愛爾達綜合台播出。

### 中国大陆
2011年1月1日，於中国中央电视台纪录频道首播。
2012年3月14日，於中国中央电视台财经频道播放，播的是高清频道版本。
2012年11月5日，於中国中央电视台综合频道播放，播的是纪录频道版本。

## 天地人和
《天地人和》（Planet Earth: The Future）是《天與地》的後續紀錄片，主要探討瀕臨絕種動物、棲息地以及其他環保議題。此系列於第9集〈多樣淺海〉播放後在英國廣播公司第四台首播。香港版的旁述者為蘇強文。
《天地人和》共3集，每集時間約50分鐘，分別為：
1. 拯救物種（Saving Species）
2. 深入荒野（Into the Wilderness）
3. 共存共榮（Living Together）

## 評價
此記錄片獲得國際一致好評，時代雜誌的電視首席評論家James Poniewozik將本片列為2007年度前十大電視影集中的第四名。同時，根據網路電影資料庫，截至2019年5月11日，該片被為數146,057位評論家及網友評價為極為崇高的平均9.4顆星。

## 獲獎
此記錄片（ 包含其中個別集數 ）獲諸多提名並獲獎甚豐，包含：
- 艾美獎  （得獎）：最佳攝影獎、最佳配樂（兩極之間）、最佳非小說類電視影集、最佳音效編輯
- 英國電影和電視藝術學院奬 （提名） ： 專業記錄片、最佳電視原聲音樂、最佳攝影、最佳記錄音效
- 皮博迪獎   （得獎）
- 美國製片公會獎 ： 最佳製片 （得獎）
- 金德比獎 ： Special Class Program（得獎）
- IGN夏季電影獎 ： 最佳電視DVD或藍光（提名）
- 國際電影音樂評論家獎 ： 電視最佳原聲音樂獎（得獎）
- Missoula International Wildlife Film Festival ： 最佳攝影獎（得獎）
- National Television Awards, UK ： 最受歡迎的記錄片節目 ( 提名）
- Television Critics Association Awards ： 傑出成就奬（得獎）
- 皇家電視學會計畫獎 ： 科學與自然歷史獎
- 廣播新聞協會：最佳紀錄片系列獎、廣播創新獎

## 外部連結
- 英國廣播公司《天與地》官方網站（英文）